# Лингвистическая советология
Лингвистическая советология — одно из направлений советологии, предметом которого являются особенности дискурса советских политических элит и народных масс. В качестве отдельного направления лингвистическая советология выделилась во второй половине XX века, когда советологи собрали достаточно материалов по СССР, и его изучение стало невозможно без дифференциации на отдельные дисциплины.
Основными предметами, которые находятся в центре внимания лингвистической советологии, являются язык советской политической элиты, «эзопов язык» диссидентов, особенности общения простых советских людей и изменения в их словарном запасе в результате политических изменений в стране после революции, трансформации языков вошедших в СССР и зону его влияния стран. Обобщённо говоря, объектом лингвистической советологии являлся «советский язык». Он понимался не как особый способ взаимодействия властьпредержащих, а как полноценная замена русского языка. При этом, многие исследователи указывали на то, что рождение советского языка связано не с естественной эволюцией русского языка, а с революционным процессом, а также «насаждением сверху» различных неологизмов, аббревиатур и др.
Отдельное внимание в рамках лингвистической советологии уделяется анализу официальной советской пропаганды, которая применяла различные риторические приёмы для достижения своей цели. Более того, на ранних этапах развития данного направления некоторые исследователи напрямую связывали успех большевиков с их активной «дискурсивной политикой», умелым использованием лозунгов и правильным подбором словарного запаса для агитации.

## История развития направления

### До началаХолодной войны
Исследования советского политического и общественного дискурса первоначально производились лишь в рамках общего анализа происходивших в России времён Гражданской войны и раннем СССР событий, а изучение языка новой России производилось лишь постольку, поскольку это было необходимо для составления полной картины происходящего. Однако ещё на этапе становления общей советологии учёные отмечали большую роль языковых трансформаций в рамках общего революционного процесса в стране. Первые труды, посвящённые анализу большевистских технологий политической коммуникации и пропаганды носили публицистический характер, так как в это время лингвистическая советология ещё не выделилась как самостоятельное направление ввиду неоформленности и общей советологии как научной дисциплины.
На начальном этапе наметились и различия в интересах между европейскими и американскими исследователями. Американская советология изначально была более политизированной, чем, к примеру, английская, так как коммунистический режим представлял прямую оппозицию капитализму, а потому и в лингвистических исследованиях больше внимания уделялось анализу пропаганды и политической риторики большевиков в целом. Европейцы же больше концентрировались именно на трансформациях языка, неологизмах и изменении значений слов. В целом, на начальном этапе уделялось значительно меньше внимания политическим мотивам подобных языковых преобразований. Европейские исследователи, хотя и признавали, что изменения в языке произошли из-за революционных исторических событий, воспринимали эти изменения скорее как дань новому обществу, а не как один из инструментов построения новой политической системы. Американцы же больше внимания уделяли именно самим формам коммуникации, применявшейся в политических целях, но не рассматривали столь же детально внутренних изменений языка.

### От начала «Холодной войны» до «Разрядки»
После окончания Второй мировой войны сформировалась чёткая позиция «капиталистического Запада» к Советскому союзу. В это время советология становится одним из приоритетных исследовательских направлений в США, получает государственное финансирование, так как теперь изучение СССР становится важнейшей политической задачей Америки.
В условиях осознания западными экспертами непредсказуемости дальнейших действий СССР, они вынуждены были обратиться к анализу дискурса его ведущих политических фигур в надежде уловить намёки на дальнейшие планы руководства. На заре нового этапа появляется и новый метод изучения дискурса — квантитативная семантика, в рамках которой определялась частота упоминания тех или иных понятий, на основе чего предполагалось понять планы руководства и отслеживать изменения в восприятии государственной идеологии. Чтобы оценивать дальнейшие действия советской власти, исследователи обращались к анализу не только современного им дискурса советской власти, но и предшествующего времени. Так, Н. Лейтес исследовал речь ведущих лиц Коминтерна в период с 1921 по 1941 гг. с целью выявления дискурсивных сигналов, свидетельствующих о смещении политического курса Интернационала.
Было продолжено активное изучение советской пропаганды, которое было дополнено и углублено посредством анализа связи между образами из классической русской литературы и теми образами ведущих советских деятелей, которые конструировались пропагандой. Кроме того, ряд исследователей связали изменения в русском языке (аббревиатуры, сложносокращённые слова и др.) с его политизацией. Многие авторы, не скрывая враждебного отношения к СССР, акцентировали внимание на политической природе этих изменений, называя новый язык «тоталитарным». В целом, на данном этапе и лингвистическая, и общая советология были чрезвычайно политизированны, что, однако, не представлялось проблематичным для исследователей.

### «Разрядка»
В период снижения напряжения в отношениях между странами Западной Европы, США и СССР специалисты в области лингвистической советологии отмечали новые тенденции и в советском языке, в том числе в языке пропаганды. Кроме того, в связи с публикацией новых, ранее недоступных материалов и даже произведений литературы, советологи были вынуждены пересмотреть ряд своих взглядов, увидели неполноценность или ошибочность ряда своих теоретических положений. Впервые исследователи обратили внимание и на особенности советского тюремного и лагерного жаргона, на что в том числе повлияла публикация «Одного дня Ивана Денисовича».
В это же время был составлен словарь советского политического языка эмигрантом из России И. Земцовым. В этом труде содержались не только определения используемых в риторике представителей власти, пропаганде, повседневной речи понятий, специфических именно для «советского языка», но и даны краткие статьи относительно политической значимости этих понятий. При этом, автор был утверждал, что советский язык — это именно новый язык, альтернативный русскому, а не русский язык, насыщенный новыми понятиями и смыслами.
Именно на данном этапе лингвистическая советология полноценно выделилась из общей советологии. Была значительно усовершенствована её методология, расширен круг подходов, которыми пользовались лингвисты-советологи. В анализе советского политического дискурса применялись психоанализ, критический и французский анализ дискурса, методы психолингвистики и когнитивистики.

### «Перестройка»
После избрания Генеральным секретарём ЦК КПСС М. С. Горбачёва, страна вступила в эпоху радикальных трансформаций. Это способствовало и определённым изменениям в лингвистической советологии.
С приходом Горбачёва начал меняться советский политический дискурс. Изменения в политическом курсе руководства предопределили перемены и в понятийном аппарате («перестройка», «гласность», «новое мышление» и др.), а также в иных аспектах «советского политического языка». В это время лингвисты-советологи столкнулись и с новыми трудностями в изучении меняющегося дискурса. Политические изменения привели к тому, что слово «консерватор» отсылало к стороннику коммунистической идеологии. Кроме того, перед западными исследователями возникла проблема различения понятий «советский», «российский» и «русский», которые не были синонимичными в перестроечном дискурсе и остаются таковыми.
Западные исследователи также стремились соотнести перемены в публичном дискурсе и политические трансформации. Большинство было согласно во мнении, что «новый язык» Горбачёва должен был в том числе быть направлен на демонтаж тоталитарной системы. В это же время в европейской лингвистической советологии начало всё чаще появляться понятие «деревянный язык», использованное первоначально швейцарским лингвистом П. Серио. Он подчёркивал искусственность природы советского политического дискурса, в результате чего он мог быть легко изменяемым в интересах той или иной правящей элиты. При этом, не являясь органическим порождением общественной жизни, этот язык не использовался так активно в повседневной жизни, а порой вызывал и сопротивление. Далее, это новое понятие было заимствовано и другими авторами, в частности, Ф. Томом, который подчеркнул, что деревянный язык служит большевикам действенным политическим инструментом, так как его искусственность позволяет вводить в дискурс определённый общий семантический фон (например, систематическое противопоставление по умолчанию враждебно настроенному «другому»).

### После распада СССР
Интерес лингвистов-советологов после распада СССР в 1990-е годы был направлен на те изменения, которые произошли в российском дискурсе с исчезновением Советского Союза, а также, отдельно рассматривался вопрос степени преемственности и различий между новым российским политическим дискурсом и советским. Исследовались и изменения в содержании дискурса СМИ, на которые была ликвидирована государственная монополия.
Если советский политический язык классифицировался исследователями как «тоталитарный», то новый, российский, формировавшийся при Ельцине дискурс, обобщённо называли «демократическим». При этом, последний не отличался однородностью понятийного аппарата и смысловой нагрузки, что было свойственно для СССР, где существовала монополия государства на СМИ и информацию, и это отражало трансформацию системы и образа политической элиты, которая теперь не представляла собой монолитную структуру. Кроме того, рассматривалась и разница между тем, как воздействовали советский и российский политический дискурс на общество. Так, первый был построен на противопоставлении народных масс и элиты, был «языком бюрократии», о чём писали советологи-лингвисты и в предыдущие периоды. Риторика же новой элиты разрушала эту выстроенную иерархию, отражала новые ценности плюрализма.
Внимание исследователей в 1990-е годы в особенности было привлечено к советскому политическому дискурсу перестроечного периода, так как именно он закончился распадом государства. Если советологи в это время пытались ответить на вопрос о причинах такого поворота событий, то лингвисты анализировали влияние на это языковых и семиотических изменений. При этом, в совместные исследования стали активнее включаться и российские специалисты, что было невозможно в период существования СССР. Кроме того, больше внимания стало уделяться изучению пропаганды не только в самом СССР, но и в западных странах, которые так или иначе участвовали в блоковом противостоянии социалистической и капиталистической систем. Были изучены те языковые приёмы, которыми пользовалась американская и западноевропейская пресса при конструировании в СМИ образа СССР как потенциального врага. При этом, в медийном дискурсе различные наименования и метафоры, которые описывали Советский Союз, нередко становились общепринятыми стереотипами, и их использование в какой-то момент переставало требовать пояснения, так как их значение сливалось со значениями понятий «советский человек», «СССР» и др.

## Некоторые исследования
На протяжении развития лингвистической советологии трансформировалась её методология и в целом подход к изучению советского политического и общественного дискурса. Различные исследователи предоставили множество трактовок, теоретических положений относительно тех или иных аспектов специфики советского языка.

### Андре Мазон
Первым лингвистом, который составил полноценную работу, посвящённую изменениям в русском языке, был Андре Мазон. Он сконцентрировался на семантических изменениях отдельных слов, выделил общие тенденции изменений русского языка. Учёный занимался изучением неологизмов, пришедших в русскую речь в результате революции, семиотическими преобразованиями в языке, описывал такие явления как аббревиация и активное использование эвфемизмов. Кроме того, исследователь впервые ясно высказал мысль о том, что происходящие в языке преобразования в том числе были напрямую санкционированы большевиками, так как язык должен был отражать стремительно меняющуюся политическую обстановку.
Лингвист также выделил активное заимствование иностранных норм словоупотребления, начавшееся после прихода большевиков к власти. Во-первых, стали заменяться привычные словосочетания, например, вместо «учреждение действует» стали говорить «организация функционирует» и др. Во-вторых, в лексикон стали входить устойчивые выражения, которые имели иностранную природу, а потому могли без потери смысла быть переведены на другой язык.

### С. Якобсон и Г. Ласвелл
Якобсон и Ласвелл одними из первых начали применять квантитативную семантику в анализе советского политического дискурса. Они выделяли ряд ключевых понятий, «слов-символов», которые разделяли на тематические группы. Таким образом, например, был произведён анализ первомайских лозунгов советской власти с 1918 по 1943 гг. С помощью данного метода лингвисты смогли выделить тенденцию к постепенному отказу от идеи мировой революции (количество упоминаний слов-маркеров для данной темы постепенно снижалось), а также переориентацию на внутренние проблемы страны, в частности, повышение внимания к национальной риторике. Кроме того, исследователи выстраивали иерархические структуры наиболее популярных рубрик в первомайских лозунгах большевиков, также на основе количественных данных. Например, в военное время произошёл резкий спад значимости революционной тематики в дискурсе советской власти.

### Д. Вайс
Швейцарский лингвист Д. Вайс предпринял сравнение советской и нацистской пропаганды с помощью сопоставления характерных приёмов той и другой. Признавая необходимость предельной осторожности такого сравнения, он, тем не менее, выделил ряд схожих приёмов. Так, и для советского, и для дискурса Третьего рейха была свойственна т. н. «боязнь пустоты». Это выражалось в обильном использовании фразеологизмов, эпитетов, эвфемизмов. При этом, эпитеты в пропаганде обоих систем часто носили превосходную степень, чтобы усиливать эмоциональное воздействие, поднять общую тональность высказываний. Часто происходило нагромождение превосходных степеней, что также косвенно служило и «заполнению пустоты». Кроме того, как в нацистской, так и в коммунистической пропаганде активно применялись противопоставления «свой — чужой» в самых различных видах и ситуациях. При этом, порой, чтобы подчеркнуть эту антитезу, специально создавались новые сочетания слов, которые должны были подчеркнуть специфичность конкретной (советской/нацистской) системы: «социалистическое соревнование» против рыночной конкуренции, «социалистическая демократия» против обычной, «буржуазной» демократии.
Однако автор отметил и существенные различия в советской и нацистской пропаганде. Так, несмотря на то что в обоих случаях присутствовал мотив сплочения народа, тотальности идеологии, в нацистской пропаганде особый акцент делался на крови ввиду идеологических особенностей данного режима. Кроме того, в использовании различных метафор при описании врагов режима нацистская пропаганда акцентировала внимание на евреях как на неполноценной расе, в то время как советская пропаганда была в первую очередь направлена против контрреволюционеров. По мнению Вайса, многие семантические различия были связаны именно с изначальными идеологическими различиями двух режимов.
Кроме того, Д. Вайс подчеркнул, что пропаганда двух режимов различается и в силу их абсолютно различных исторических событий и предпосылок. Так, если в советской пропаганде активно педалировался отказ от прошлого, «буржуазного», то в нацистской пропаганде акцент порой делался именно на славной истории германской нации. Различное отражение оппозиции нового и старого в советской и немецкой пропаганде проявлялось и в том, какие элементы национальной культуры использовались в пропагандистских целях. Так, в Германии охотно использовали различные наречия немецкого языка, обусловленные территориальными факторами, а также нередко прибегали к изображению сельской жизни немцев как противоположной новой, городской. В СССР же, в целом, стремились избавиться от исторического образа российской деревни, не допускалось и использование каких бы то ни было локальных диалектов русского языка.